# Bataille de Pozières
Pour les articles homonymes, voir Pozières (Australie).
Première Guerre mondiale, 
Front de l'Ouest
Batailles
Bataille de la Somme
- Albert
- Crête de Bazentin
- Bois Delville
- Pozières
- Guillemont (en)
- Ginchy
- Flers-Courcelette
- Morval
- Crête de Thiepval
- Le Transloy
- Hauteurs de l'Ancre

La bataille de Pozières est une bataille qui, au cours de la bataille de la Somme, dura deux semaines du 23 juillet au 7 août 1916 pour la conquête du village français de Pozières et du plateau sur lequel il se situait. Bien que des divisions britanniques aient été impliquées dans la plupart des phases du combat, Pozières laisse avant tout le souvenir d'une bataille australienne. À la fin des combats, les forces alliées étaient en possession du Nord du plateau et de l'Est du village et en position de menacer l'arrière des fortifications allemandes de Thiepval. Cependant, le coût en vie humaine fut énorme et l'historien officiel australien Charles Bean a pu écrire que « le plateau de Pozières a vu semer le plus de vies australiennes que n'importe quel autre endroit sur terre ». 

## Contexte
Le village de Pozières, sur la route Albert-Bapaume, se trouve au sommet d'un plateau à peu près au centre de ce qui était le secteur britannique de la bataille de la Somme. À proximité du village se trouvait le point culminant du champ de bataille et, le relief de la Somme n'étant que légèrement ondulé, toute élévation pouvait servir de poste d'observation pour l'artillerie. 
Pozières était essentielle pour les défenses allemandes, le village fortifié formant un poste avancé pour la seconde ligne de tranchées défensives connues par les Britanniques comme la « vieille ligne allemande » ou l’OG Lines. Cette ligne se prolongeait au-delà de la ferme Mouquet vers le Nord, passait derrière Pozières à l'est, puis vers le sud continuait vers la crête Bazentin et les villages de Bazentin-le-Petit et Longueval. 
Le 14 juillet, au cours de la bataille de la crête de Bazentin, l'armée britannique du général Sir Henry Rawlinson s'était emparée de la partie sud de la ligne et envisageait de faire de même plus au nord. Toutefois, Pozières barrait la route. 
Par la suite, le commandant-en-chef britannique, le général Douglas Haig, n'avait plus suffisamment de  munitions pour mener immédiatement une autre attaque sur un large front. Estimant que Pozières et Thiepval seraient devenus indéfendables pour les Allemands lorsque les Britanniques poursuivraient leur avancée vers l'est, Haig ordonna à Rawlinson de concentrer ses attaques sur le centre entre le bois haut et le bois Delville ainsi que sur les villages de Guillemont et Ginchy. 
En attendant, l'objectif était de maintenir la pression et de prendre Pozières par étape, par une avancée « constante, méthodique, pas à pas ». Entre le 13 et 17 juillet, la IVe armée mena quatre attaques à petite échelle contre Pozières sans succès mais avec des pertes élevées. Au cours de cette période, le village fut soumis à un bombardement intense et réduit à l'état de décombres. À deux reprises, l'infanterie pénétra dans la tranchée qui contournait la pointe sud et l'ouest du village, appelée « tranchée Pozières », mais les deux fois, elle en fut chassée. Les tentatives pour s'emparer de l'Est du village en progressant à partir des OG Lignes ont également échoué.

## La prise de Pozières
Rawlinson avait prévu de mener, le 18 juillet, une nouvelle attaque sur un large front, en engageant six divisions entre la route d'Albert à Bapaume au nord et Guillemont au sud. Haig décida de confier le commandement de l'attaque sur Pozières à la Reserve Army du lieutenant-général Hubert Gough qui tenait depuis très peu de temps la ligne au nord de la route. Aussi l'attaque fut reportée à la nuit du 22 au 23 juillet. 
À l'armée de Gough étaient attachées les trois divisions australiennes du I Anzac Corps en provenance du secteur d'Armentières. La 1re division australienne arriva à Albert le 18 juillet et, malgré la date prévue de l'offensive, Gough, qui avait la réputation d'un battant, demanda au major-général Harold Walker commandant la division, de prendre Pozières la nuit suivante. Walker, un officier anglais expérimenté qui commandait la division depuis la bataille des Dardanelles, ne partagea pas ce point de vue et insista pour qu'on ne lance l'attaque qu'après une préparation adéquate. Par conséquent, l'attaque de Pozières par la IVe armée fut bien envisagée pour la nuit du 22 au 23 juillet.
Le plan prévoyait que la 1re division australienne attaque Pozières par le sud en avançant en trois étapes d'une demi-heure d'intervalle, tandis que la 48e division britannique attaquerait les tranchées allemandes à l'ouest du village. Le village et ses environs étaient défendus par des éléments de la 117e division d'infanterie allemande. Dès le 22 juillet, le 9e bataillon australien tenta d'améliorer sa position en s'approchant des lignes allemandes en traversant la route mais la tentative fut repoussée.
La préparation de l'attaque se fit par un bombardement intense du village et des lignes allemandes pendant plusieurs jours. Le bombardement utilisa du phosgène et du gaz lacrymogène. L'assaut de l'infanterie était prévu pour 12 h 30 le 23 juillet, l'attaque commençant avec les 1re et 3e brigades australiennes. L'infanterie pénétra dans le no man’s land juste à la fin du bombardement et se rua à l'assaut des tranchées allemandes. La première étape fut la prise de la tranchée qui bordait le sud du village de Pozières. La deuxième étape amena les Australiens à la lisière du village, dans ce qui restait des jardins derrière les maisons bordant la route Albert-Bapaume. La troisième étape fut la route Albert-Bapaume. Les rares survivants de la garnison allemande se retirèrent à la lisière nord du village ou dans leurs lignes à l'est du village. 

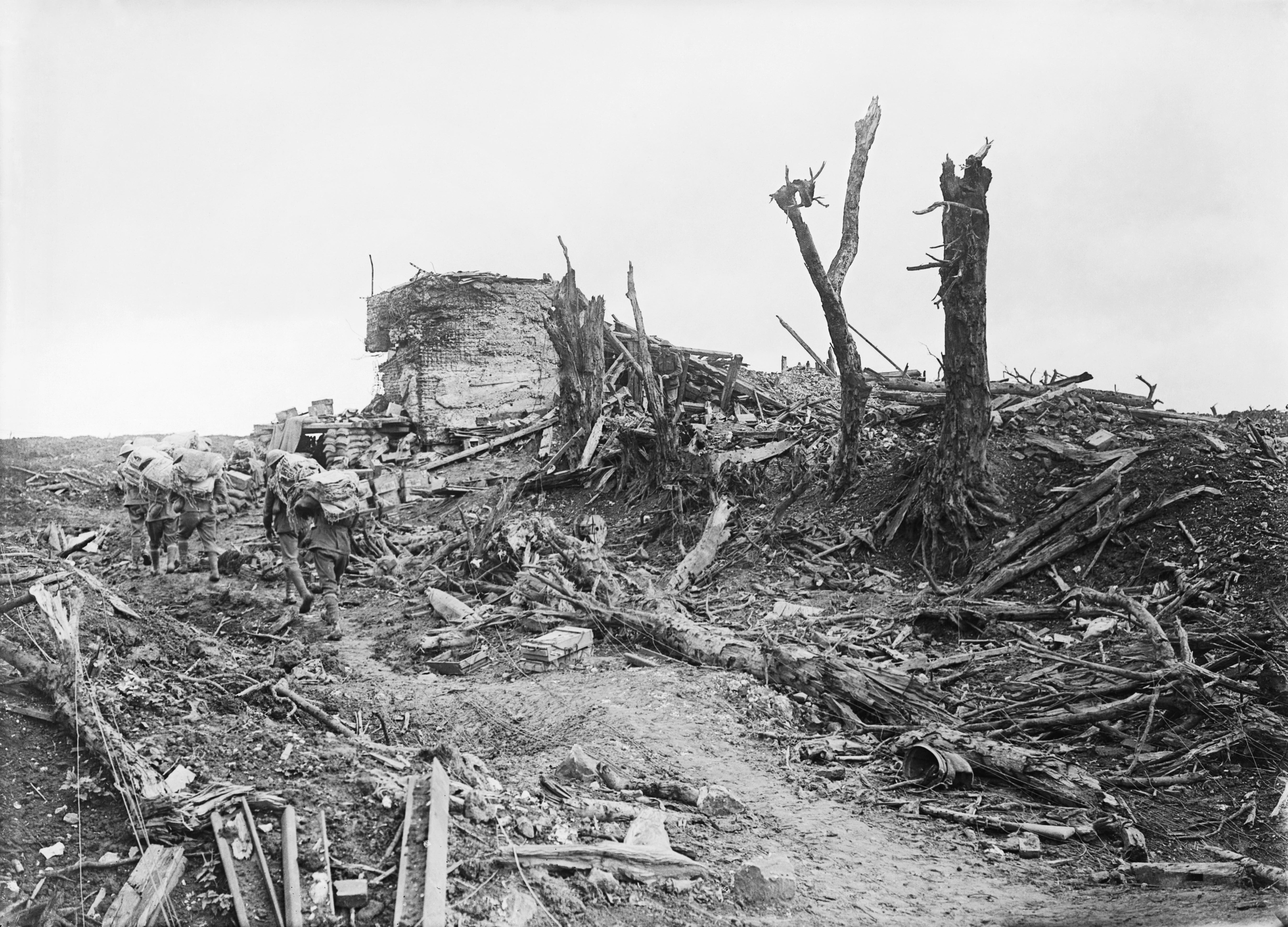
Le bunker "Gibraltar" à Pozières, à la fin août.

On avait également prévu de s'emparer des tranchées allemandes une fois la route prise, mais là, les Australiens échouèrent, en partie à cause d'une forte résistance des défenseurs allemands qui occupaient des abris profonds et des nids de mitrailleuses, en partie à cause de la confusion due à une attaque de nuit sur un terrain sans relief - les semaines de bombardement avaient réduit le plateau à un champ de cratères et il était pratiquement impossible de distinguer où s'étaient trouvées les tranchées. Deux Australiens obtinrent la croix de Victoria pendant ces combats dans les lignes allemandes : le soldat John Leak (9e bataillon) et le lieutenant Arthur Blackburn (10e bataillon).  
L'impossibilité de prendre les lignes ennemies rendait l'extrémité est de Pozières très vulnérable et les Australiens restèrent sur leurs objectifs premiers. À la limite Ouest du village, ils s'emparèrent d'un bunker allemand dénommé « Gibraltar » et qui avait été le seul bâtiment dans la région à avoir supporté les bombardements. Le 23 juillet, quelques soldats prospectèrent la région le long de la route. Ils firent prisonniers un certain nombre d'Allemands et, avec un effort minime, occupèrent une plus grande partie du village. Cette nuit-là, le 8e bataillon de la 2e brigade australienne, qui était resté en réserve, monta sur le plateau et sécurisa le reste du village. 
L'attaque de la 48e division sur les tranchées allemandes à l'ouest de Pozières remporta quelques succès. Cependant, l'attaque principale par la IVe Armée entre Pozières et Guillemont fut un échec complet et coûteux.

## Tenir Pozières
La victoire de la Somme a eu un coût qui semble parfois avoir dépassé celui de l'échec ; ce fut aussi le cas pour les Australiens à Pozières. Seul gain britannique du 23 juillet, Pozières est devenu un centre d'attention pour les Allemands. Faisant la critique de son système défensif, le commandant allemand ordonna que le village soit repris à tout prix. Trois tentatives furent faites le 23 juillet, les trois furent repoussées par l'artillerie britannique ou balayées par les tirs de mitrailleuse. Avec l'activité britannique en baisse sur le reste du front, le IVe corps allemand, responsable du secteur, put affecter l'essentiel de son artillerie contre le village et ses abords. Au départ, le bombardement fut acharné et méthodique sans être intense. Les emplacements des tranchées et les points forts, comme le bunker "Gibraltar", reçurent obus après obus. Les abords ouest du village en ont reçu une telle quantité, que la route qui y passait a ensuite été appelée « Road Dead Man's ». 

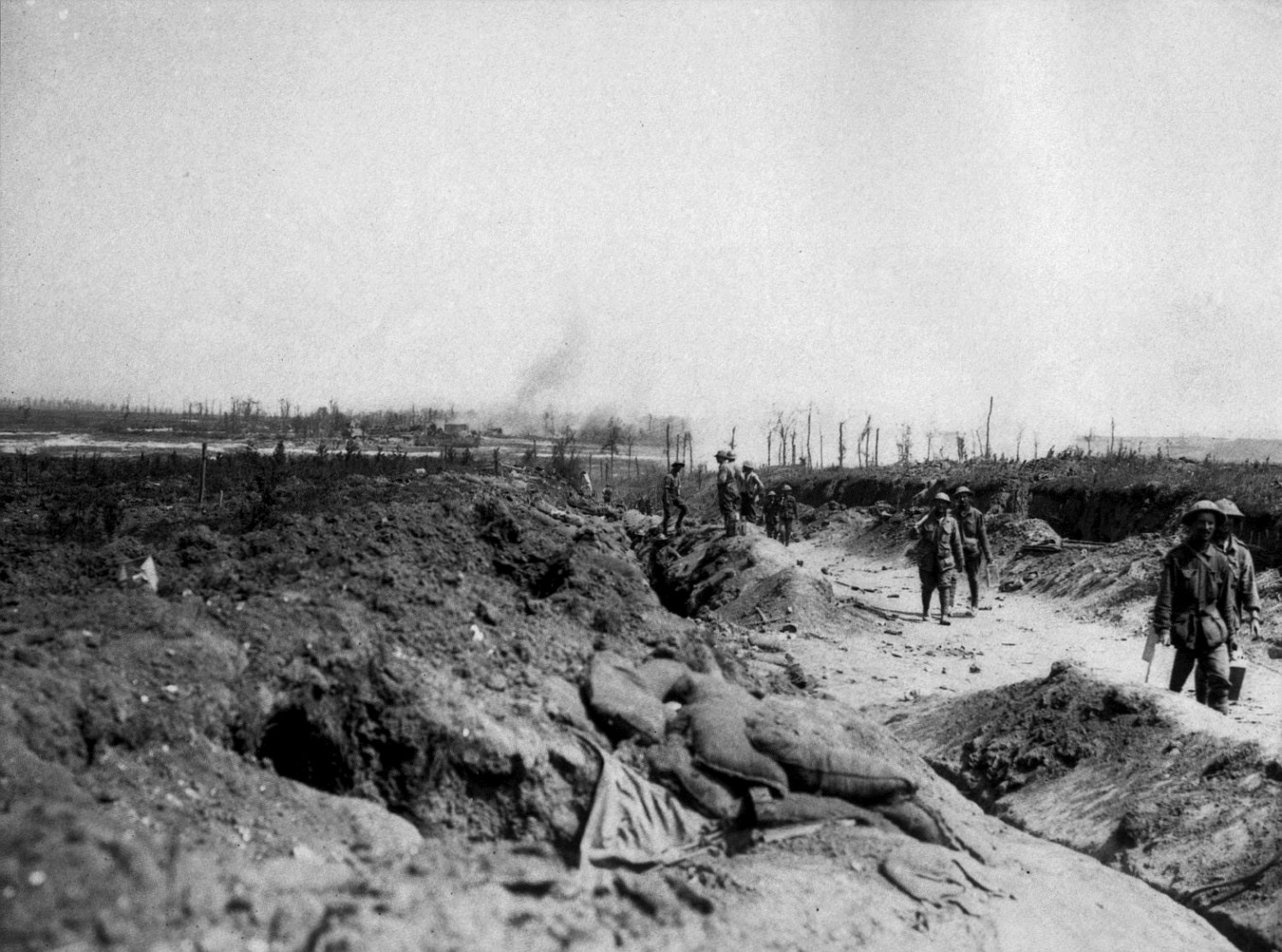
La route de Pozières: au loin le village de Contalmaison sous le feu allemand.

Le bombardement allemand s'intensifia le 25 juillet en prévision de la prochaine contre-attaque pour reprendre le village. Puis l'artillerie de tout le secteur put bombarder la zone. Le IXe corps d'allemand reprit le secteur et le commandant renonça à La contre-attaque, choisissant de se concentrer sur la défense de ses lignes qui étaient le prochain objectif des Britanniques. 
Les bombardements sont allés crescendo le 26 juillet. À 5 h, les Australiens, croyant à une attaque imminente, appelèrent à des tirs de barrage. En plus des batteries du I Anzac Corps et du IIe corps britannique, les canons des deux corps voisins britanniques se mirent à faire feu aussi en avant du secteur. Cela amena les Allemands à croire que les Australiens se préparaient à attaquer et ils augmentèrent leurs tirs encore une fois. Ce n'est qu'à minuit que les bombardements cessèrent.
À leur summum, les bombardements allemands sur Pozières égalèrent le record de ce qui était connu sur le front occidental et dépassèrent de loin les pires bombardements déjà endurés par une division australienne. La 1re division australienne eut 5 285 victimes lors de leur première action à Pozières. Lorsque les survivants furent relevés, le 27 juillet, un observateur, le sergent EJ Rule écrivit :

« Ils ressemblaient à des hommes qui revenaient de l'enfer ... les traits tirés, hagards et hébétés de sorte qu'ils semblaient marcher dans un rêve ; leurs yeux étaient vitreux et leur regard fixe. »

## Les anciennes lignes allemandes
Le 24 juillet, une fois Pozières sécurisé, le général Gough poussa pour que les troupes avancent immédiatement sur les anciennes lignes au nord et à l'est du village. La première tâche consistait à prendre les lignes ennemies jusqu'à la route Albert-Bapaume, l'objectif initial jamais atteint. Attaquant dans l'obscurité, seul le 5e bataillon australien arriva sur certaines d'entre elles et il subit les contre-attaques de la 18e division allemande de réserve. Dans le même temps à droite des Australiens, la 1re division britannique tentait de s'emparer de la Munster Alley, la portion de la ligne Switch qui croisait les lignes allemandes. Malgré un important bombardement, seule une petite partie de la tranchée fut prise.
Avant de se retirer, la 1re division australienne tenta d'élaborer une base de départ pour mener l'assaut sur les lignes allemandes. La 2e division australienne reprit le secteur le 27 juillet et le général Gough, avide de progrès, poussa à une attaque immédiate. Le commandant de la division, le général Gordon Legge, qui n'avait pas d'expérience ni confiance dans le général Walker céda à la pression de Gough. Dans la nuit du 28 au 29 juillet, dans des conditions beaucoup moins favorables que celles rencontrées par la 1re division, la nuit du 22 au 23 juillet, la 2e division se prépara à l'attaque.
Le bombardement allemand incessant rendait les préparatifs pratiquement impossibles. La poussière soulevée par le bombardement empêchait les observateurs de l'artillerie australienne de pointer correctement leurs armes sur les terrains dont ils étaient chargés de couper les barbelés. Une attaque de la 23e Division britannique sur la Munster Alley arriva sur la 5e brigade australienne et l'assaut qui suivit vit les infanteries britannique et australienne utiliser plus de 73 000 grenades (AWM4-23-5-13.pdf (pages 5-6)).
L'attaque principale doit débuter à 0 h 15 le 29 juillet, mais la 7e brigade australienne est en retard à son point de départ et ses mouvements sont détectés par les défenseurs allemands de sorte que, quand l'attaque commence, les Australiens sont accueillis par une grêle de tirs de mitrailleuses. Au sud de la route, la 5e brigade est coincée, incapable de bouger avant même d'avoir commencé. Sur sa gauche, au nord de la route, la 7e brigade rencontre des barbelés. Sur le flanc nord, des progrès mineurs sont faits par la 6e brigade, mais partout ailleurs l'attaque est un échec. Avec ces deux attaques, la 2e division a perdu plus de 3 500 hommes et la 7e brigade doit être mise en réserve, tant ses pertes sont importantes.
Le général Haig est désobligeant à propos de l'échec de la division et dit au lieutenant-général William Birdwood, commandant du Corps l'Anzac : « Vous ne vous battez pas contre des bachi-bouzouks maintenant ». Le général Legge et l'état-major de l'Anzac décident de faire le travail correctement. Pour éviter les problèmes dus à une attaque de nuit, le plan prévoit d'attaquer à 21 heures 15, juste avant la tombée de la nuit, lorsque le sommet de la crête et le tertre du moulin de Pozières sont encore visibles. Toutefois, lancer une attaque au crépuscule signifie la préparer de jour, ce qui n'est possible qu'à l'abri de tranchées. Par conséquent, on creuse un système de tranchées d'approche et de réunion dans la nuit. Quand les Allemands s'aperçoivent de ces travaux, ils croient par erreur qu'elles se préparent à l'attaque et installent un barrage.
À l'origine, l'attaque doit avoir lieu au crépuscule, le 2 août, mais les tranchées sont encore incomplètes, soit parce que le creusement a été retardé, soit parce qu'elles ont été complètement démolies par les obus ennemis. L'attaque est d'abord reportée au 3 puis au 4 août, quand on juge que les tranchées sont finalement prêtes. Cette planification soigneuse débouche sur un succès et lorsque la 2e division se lance à l'assaut, elle s'empare de deux lignes ennemies. Au Sud et au niveau de la route Albert-Bapaume, les lignes allemandes ont été si soigneusement et longuement bombardées que les Australiens ne les trouvent plus et progressent au-delà de leur objectif.
Des premières lignes à la limite est de la crête de Pozières, les Australiens voient maintenant la campagne verdoyante, à proximité du village de Courcelette et les bois entourant Bapaume à 8 km de là. Le commandant allemand ordonne alors de récupérer la crête de Pozières à tout prix.

## La contre-attaque finale
Le 5 août, les soldats de la 2e division australienne étaient épuisés et furent relevés par la 4e division australienne. Il y eut une courte accalmie dans la nuit du 5 au 6 août, puis les Australiens furent soumis à de nouveaux bombardements intenses car le terrain qu'ils occupaient pouvait être bombardé par les Allemands de toutes les directions, y compris de Thiepval à l'arrière.
Dans la matinée du 6 août, une contre-attaque allemande essaya de s'approcher des lignes australiennes, mais sous le feu des mitrailleuses, les Allemands durent s'enterrer dans les tranchées. Le bombardement continua toute la journée mais le soir la plus grande partie de la 2e division avait été relevée. Pendant ses douze jours en ligne, la division avait eu 6 848 morts ou blessés.
À quatre heures du matin, le 7 août, peu avant l'aube, les Allemands lancèrent une dernière contre-attaque. Sur un front de 400 mètres, ils se lancèrent à l'assaut de leurs anciennes lignes qui furent occupées, la plupart des Australiens trouvant refuge dans les anciens abris allemands, et s'avancèrent vers Pozières.
Pour les Australiens, la situation était critique. À ce moment-là, le lieutenant Albert Jacka, qui avait obtenu la Croix de Victoria à Gallipoli, sortit d'une tranchée où lui et sept hommes de son peloton avaient été isolés, et attaqua les Allemands par l'arrière. Son exemple inspira les autres Australiens dispersés sur le plateau qui rejoignirent l'action et un violent combat au corps à corps commença. Jacka fut grièvement blessé, mais des renforts arrivèrent par les côtés et les Australiens prirent l'avantage, la plupart des Allemands survivants furent capturés. Les Allemands ne firent plus aucune autre tentative pour reprendre Pozières.

## Conséquences

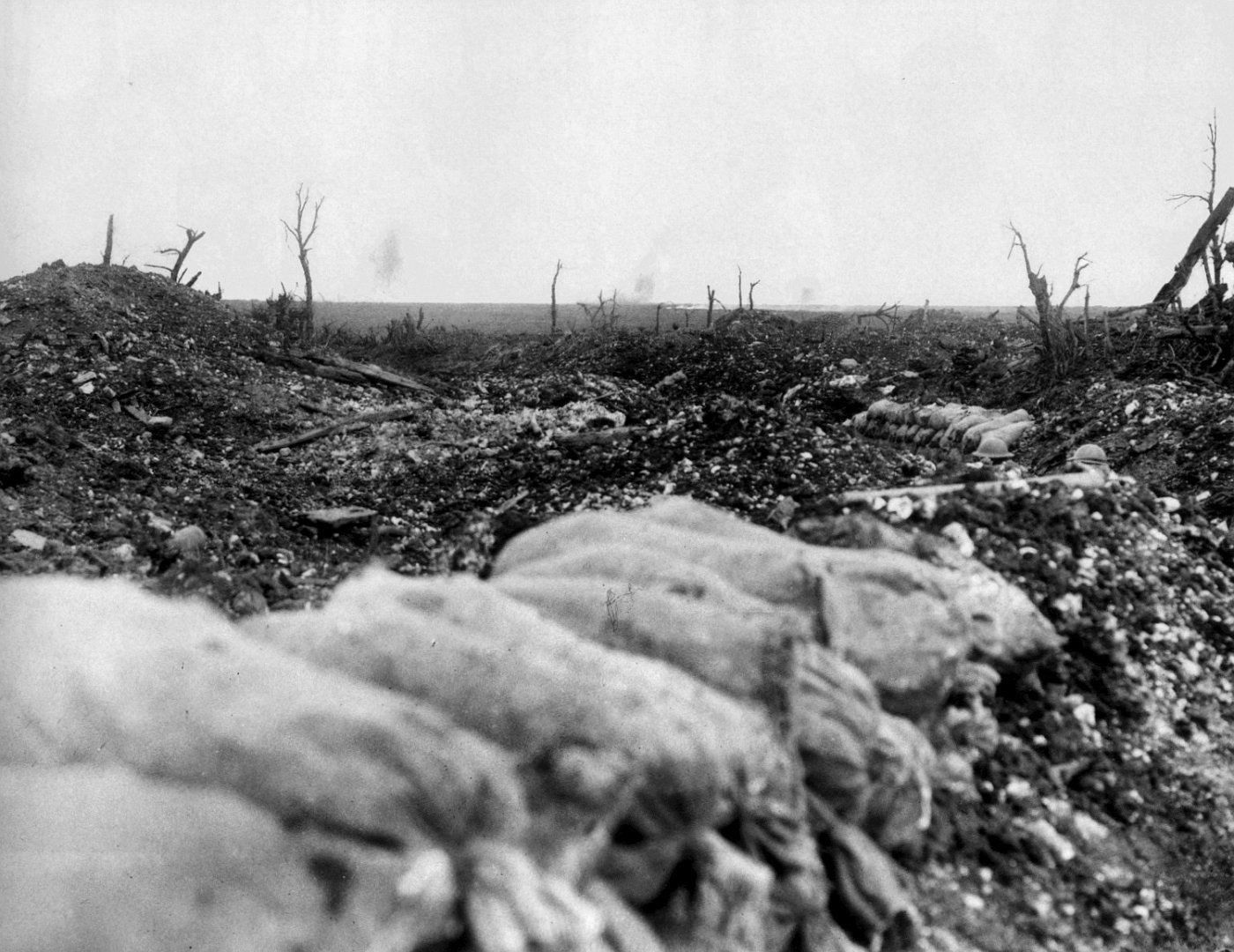
Vue de la tranchée de Centre Way vers la ferme du Mouquet, août.

Après la reprise du secteur de Pozières, le projet du général Gough était d'enfoncer un coin derrière (à l'est de) la forteresse allemande de Thiepval. Ayant réussi à occuper Pozières et les secteurs voisins des lignes allemandes, les combats peuvent maintenant passer à la phase suivante, une route au nord le long de la crête vers la ferme du Mouquet, le point d'appui allemand qui protège l'arrière de Thiepval. Le 1er corps de l'ANZAC avancerait le long de la crête tandis que, sur la gauche, le IIe Corps britannique resterait en réserve, pour attaquer le saillant de Thiepval.
Initialement, la tâche est dévolue à la quatrième Division australienne qui a déjà perdu 1 000 hommes en résistant à la dernière contre-attaque allemande, mais les 1re et 2e divisions australiennes seraient appelés à nouveau, puis une fois de plus par la 4e division.
Lorsque les Australiens ont terminé leur travail sur la crête de Pozières en septembre, ils sont remplacés par le Corps canadien qui occupe le secteur pendant tout le reste de la bataille de la Somme. Les anciennes tranchées allemandes à l'est du village est deviendront la ligne de départ canadienne pour la bataille de Flers-Courcelette.
Après la bataille, il est apparu que le général Birdwood a perdu beaucoup de sa popularité acquise à Gallipoli par son incapacité à s'opposer à l'impétueux Gough qui veut obtenir des « résultats rapides» et « manque de pensée ». Peu de temps après, les troupes australiennes rejetteront son appel personnel pour l'introduction de la conscription en Australie, en votant contre cette recommandation en grande partie en raison de leur réticence à voir des hommes supplémentaires soumis à l'horreur des attaques au coup par coup.
Les Australiens ont subi de lourdes pertes. Ils ont perdu autant d'hommes dans la bataille de Pozières en six semaines que dans l'ensemble de la campagne de Gallipoli. Un des historiens officiels britanniques saluera vivement les initiatives indépendantes montrées par de petites sous-unités pour déloger l'ennemi des positions tenues dans le village, mais en même temps attribuera une grande partie des pertes à leur inexpérience et à leur « insouciance audacieuse ».